# The Hennessys

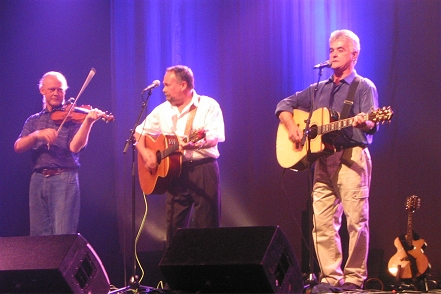
Iolo, Frank y Dave en el festival de música celta de Lorient, Bretaña

The Hennessys es el nombre de un famoso grupo de música folk de Gales. Originado en Cardiff, el grupo lo integran Frank Hennessy, Dave Burns y Iolo Jones.

## Álbumes
- Frank Hennessy - Thoughts & Memories (1987)
- The Hennessys - Caneuon Cynnar / The Early Songs (1993)
- The Hennessys - Cardiff After Dark
- The Hennessys - Homecoming